# Герб Костерёво
Герб муниципального образования «Город Костерёво» Петушинского района Владимирской области Российской Федерации — опознавательно-правовой знак, служащий официальным символом муниципального образования.
Герб утверждён Решением Совета народных депутатов г. Костерёво № 30/4 от 16 мая 2008 года.
25 июня 2008 года герб внесён в Государственный геральдический регистр Российской Федерации под регистрационным номером 4111.

## Описание герба
«В червлёном (красном) поле два переплетённых серебряных ткацких челнока накрест, с продетой через них снизу золотой дубовой ветвью о трёх листьях».
Герб города Костерёво в соответствии со статьей 6 Закона Владимирской области «О гербе Владимирской области» от 20 января 1999 года N 8-ОЗ (с поправками от 6 сентября 1999 года N 44-ОЗ), может воспроизводиться в двух равнозначных версиях:
 — без вольной части;
 — с вольной частью — четырёхугольником, примыкающим к верхнему правому (в геральдике правой именуется сторона находящаяся слева от зрителя, и наоборот) углу щита с воспроизведёнными в нем фигурами Владимирской области.
Версия герба с вольной частью применяется после внесения герба Владимирской области в Государственный геральдический регистр Российской Федерации.
Герб города Костерёво в соответствии с «Методическими рекомендациями по разработке и использованию официальных символов муниципальных образований», утверждёнными Геральдическим советом при Президенте Российской Федерации 28.06.2006 (гл. VIII, п. 45), может воспроизводиться со статусной короной установленного образца.

## Описание символики
Город Костерёво сравнительно молод. В 1981 году рабочий посёлок, возникший при строительстве в 1861 году железной дороги, и служивший перевалочной базой для стекольного производства расположенного в Московской губернии, получил статус города. Своё название рабочий посёлок получил по фамилии известного стекольщика И. И. Костерёва, много сделавшего для развития посёлка: построил здание железнодорожной станции, почту, жилые дома.
В 1894 году в рабочем посёлке была организована кустарная мастерская по изготовлению деревянных деталей для текстильных машин. Позднее мастерская стала фабрикой выпускавшей шпули, веретена и катушки. В советское время на базе этой фабрики был создан комбинат технических пластмассовых изделий (комбинат имени Коминтерна), снабжавший своей продукцией текстильные предприятия СССР и многих стран мира. Все это символически отражено в гербе ткацкими челноками.
Дубовая ветка в гербе города символизирует многочисленные леса вокруг Костерёво. Заклязьменская сосна использовалась для строительства домов, дуб — для изготовления мебели, а осина применялась для постройки колодцев.
Красный цвет — символ труда, праздника, жизнеутверждающей силы, красоты и мужества.
Белый цвет (Серебро) — символ чистоты, совершенства, мира и взаимопонимания.
Желтый цвет (Золото) — символ урожая, богатства, стабильности, уважения и интеллекта.

## История герба
В 2002 году был выпущен сувенирный значок с проектом герба Костерёво: В верхней части щита герб Владимирской области, в нижней — в серебряном поле два лазоревых челнока накрест, продетые один в другой, и продетая в них золотая дубовая ветвь с двумя листьями и жёлудем.
На основе проекта герба 2002 года, при содействии Союза геральдистов России, в 2008 году был разработан и утверждён официальный герб города.
Авторская группа: идея герба — Олег Милусь (Москва), Константин Моченов (Химки); художник и компьютерный дизайн — Галина Русанова (Москва); обоснование символики — Вячеслав Мишин (Химки).